# Quartiere ebraico (Gerusalemme)

Mappa del quartiere ebraico

Il quartiere ebraico (in arabo حارة اليهود‎?, Ḥārat al-Yahūd; in ebraico הרובע היהודי‎?, HaRova HaYehudi) costituisce uno dei quattro quartieri della Città Vecchia di Gerusalemme. Il quartiere si estende nella sezione sud-orientale della Città Vecchia, tra la Porta di Sion e il quartiere armeno a ovest, il quartiere musulmano a nord e il Monte del Tempio a est. All'inizio del XX secolo, la popolazione contava circa 19000 abitanti. In seguito alla guerra arabo-israeliana del 1948 il quartiere, così come tutta Gerusalemme Est e la Cisgiordania, venne annesso dalla Giordania e la locale comunità ebraica venne evacuata. L'amministrazione giordana trascurò profondamente i locali siti dell'ebraismo, distrutti nel corso del conflitto. In seguito alla presa di Gerusalemme Est da parte delle forze israeliane nel 1967, migliaia di abitanti palestinesi del quartiere vennero sgombrati. La popolazione conta oggi circa 3000 abitanti, oltre a 1500 studenti delle locali yeshivot.